# (74416) 1999 AR10
(74416) 1999 AR10 – planetoida z pasa głównego asteroid okrążająca Słońce w ciągu 4,6 lat w średniej odległości 2,77 j.a. Odkryta 7 stycznia 1999 roku.